# 11 nimmt!
11 nimmt! ist ein Kartenspiel des deutschen Spieleautors Wolfgang Kramer, das 2010 bei Amigo erschienen ist. Es handelt sich um einen Nachfolger des 1994 erschienenen und mit mehreren Spielepreisen ausgezeichneten Kartenspiels 6 nimmt! mit modifizierten Regeln. Wie bei diesem geht es darum, möglichst schnell alle eigenen Karten von der Kartenhand in Zahlenreihen abzuspielen und dabei möglichst wenig Minuspunkte zu bekommen.
Im Jahr der Veröffentlichung errang das Spiel den dritten Platz beim À-la-carte-Kartenspielpreis der Zeitschrift Fairplay.

## Spielprinzip
Das Spielprinzip von 11 nimmt! ist angelehnt an dem von 6 nimmt!, Hornochsen! und dem 2017 erschienenen X nimmt!, unterscheidet sich von diesen jedoch durch einige Regelmodifikationen. Wie bei diesen geht es darum, möglichst schnell alle eigenen Karten von der Kartenhand in Zahlenreihen abzuspielen und dabei möglichst wenig Minuspunkte in Form zurückerhaltener Karten zu bekommen. Anders als bei diesen werden die Karten jedoch nicht in Reihen ausgelegt, sondern in Ablagestapeln und müssen nicht genommen werden, wenn eine bestimmte Anzahl von ausgelegten Karten erreicht wird, sondern wenn der Abstand der Kartenwerte zu hoch ist.
Das Spielmaterial besteht aus 100 Zahlenkarten (Hornochsen) und 10 Bullenkarten. Jede der Zahlenkarten besitzt am oberen und unteren Rand zwischen den Zahlenangaben eine unterschiedliche Anzahl „Hornochsen“, die angibt, wie viele Minuspunkte diese Karte in der Wertung bringt.

### Spielablauf
Zu Beginn des Spiels bekommt jeder Spieler zehn Zahlenkarten, die er auf die Hand nimmt. Die restlichen Karten werden als verdeckter Zugstapel in der Tischmitte platziert, die zehn Bullenkarten kommen daneben. Die erste Karte vom Zugstapel wird aufgedeckt und bildet den ersten Ablagestapel.
Anders als bei 6 nimmt! spielen die Spieler nicht gleichzeitig, sondern nacheinander beginnend mit einem Startspieler. Der jeweils aktive Spieler legt aus seiner Hand eine Karte auf den (oder später einen) Ablagestapel oder nimmt alle Karten eines Ablagestapels auf die Hand. Legt er eine Karte ab, muss diese aufsteigend zur ausliegenden Karte sein und darf nicht mehr als 10 Punkte höher liegen. Besitzt ein Spieler nur Karten, deren Differenz zu den ausliegenden Karten größer als 10 ist, muss er alle Karten eines Ablagestapels auf die Hand nehmen. Liegt auf einem Stapel eine Karte, bei dem ein Abstand über 100 hinaus geht, wird die Reihe mit der 1 usw. fortgesetzt.
Entscheidet sich ein Spieler dafür, einen vollständigen Stapel zu nehmen, oder muss dies tun, weil er keine passenden Karten ausspielen kann, startet er zugleich zwei neue Ablagestapel. Er nimmt dafür zwei Karten vom Zugstapel und legt sie aufgedeckt in die Tischmitte, die folgenden Spieler können ihre Karte dann jeweils auf einen beliebigen Stapel auslegen. Nimmt der Spieler, der einen Stapel nimmt, drei oder mehr Karten auf die Hand, erhält er zusätzlich eine Bullenkarte und legt diese offen vor sich aus. Gibt es in der Tischmitte keine Bullenkarten mehr, nimmt er die Bullenkarte von dem Spieler, der die meisten Bullenkarten vor sich liegen hat. Wer eine oder mehr Bullenkarten vor sich liegen hat, kann in seinem Zug mehr als eine Karte auf einen Ablagestapel ablegen, wenn sich diese für den betreffenden Stapel innerhalb der 10er-Differenz bewegen. Für jede weitere Bullenkarte darf er dies auf jeweils einem weiteren Auslegestapel tun.

### Spielende und Wertung
Das Spiel endet, wenn ein Spieler keine Karten mehr auf der Hand hat. Zur Ermittlung des Verlierers werden nun die „Hornochsen“ der Handkarten als Minuspunkte addiert und notiert. In der Regel werden so viele Durchgänge gespielt, wie Spieler mitmachen, und die Ergebnisse werden addiert; Gewinner ist der Spieler mit den wenigsten Minuspunkten.

## Ausgaben
11 nimmt! wurde von Wolfgang Kramer auf der Basis des Kartenspiels 6 nimmt! entwickelt und von Amigo 2010 zur Nürnberger Spielwarenmesse veröffentlicht. In der Folge erschien das Spiel in den Niederlanden als Take 10! bei 999 Games, in einer niederländisch/französischen Version als 11 Takes bei Asmodee und in einer spanischen Version als ¡toma 11! bei Mercurio.
Das Spiel errang im gleichen Jahr den dritten Platz beim À-la-carte-Kartenspielpreis der Zeitschrift Fairplay.

## Belege
1. 1 2 3 4 5  11 nimmt!, Offizielle Spielregeln als Download bei 11 nimmt! auf der Website von Amigo; abgerufen am 25. August 2017.
2. ↑  Versionen von 11 nimmt! bei boardgamegeek; abgerufen am 25. August 2017.